# Clemens Weiss

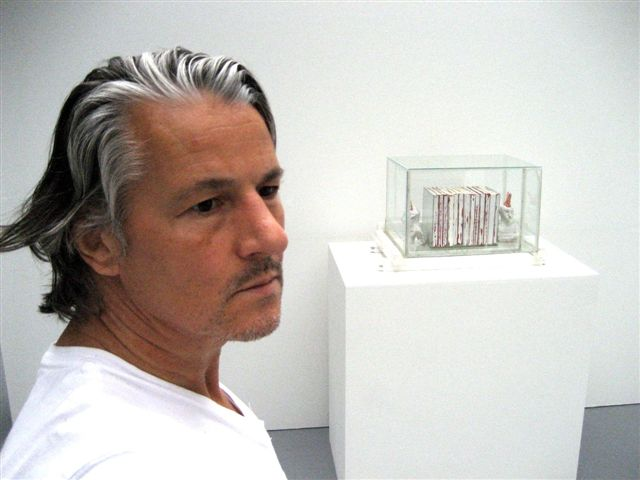
Clemens Weiss

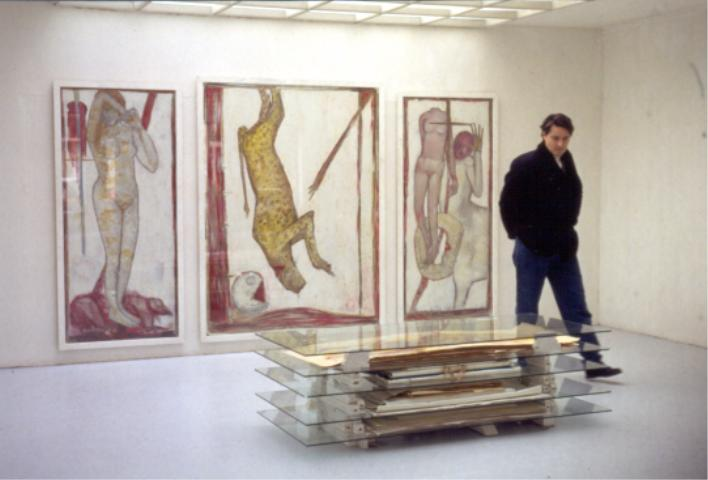
Installation (1990)

Clemens Weiss (* 26. September 1955 in Grefrath) ist ein in den Vereinigten Staaten lebender deutscher Künstler.

## Jugend und Ausbildung
Clemens Weiss wuchs am Niederrhein auf. 1970–1973 absolvierte er eine technische Ausbildung im Bereich Maschinenbau. Er studierte anschließend Kunst, Philosophie, Medizin und Geologie in Krefeld, Düsseldorf und 1977–1982 in Wien und war dabei gleichzeitig als freischaffender Künstler tätig. 1983 zog er sich nach Süchteln zurück und konzentrierte sich auf eigene philosophisch-theoretische sowie bildnerische Arbeiten. Seit 1986 hatte er ein eigenes Atelier in Mönchengladbach. Dort stellte er eine Dokumentation seines bisherigen künstlerischen Werkblocks zusammen und zog 1987 endgültig nach New York, wo er seitdem lebt und arbeitet.

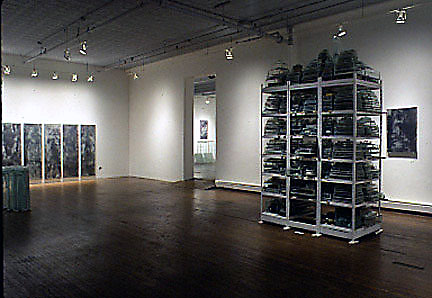
Installation (New York, 1991)

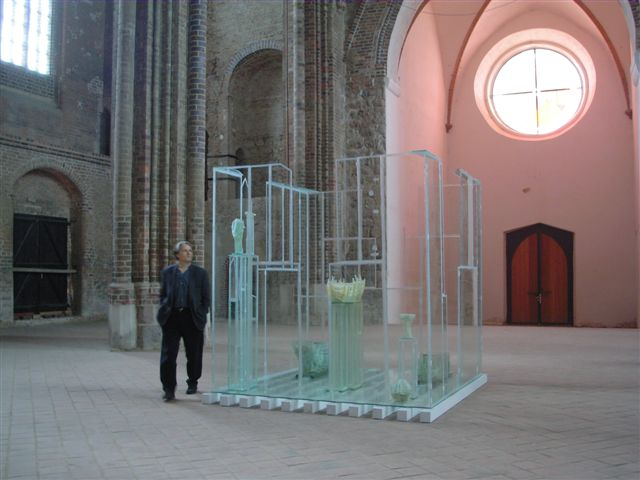
Installation in der St.-Marien-Kirche in Prenzlau (2005)

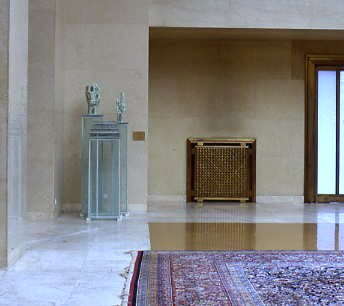
Installation im UN-Palais des Nations, Genf

## Künstlerisches Schaffen
Seine Ausstellungstätigkeit begann 1988 in der renommierten Ronald Feldman Gallery in New York. Es folgten zahlreiche Ausstellungen sowie Kunst-, Theater- und öffentliche Skulpturenprojekte in Europa und USA in Galerien, Kunstvereinen und Museen; dazu gab es Gastvorlesungen, Vorträge und öffentliche Veranstaltungen, oftmals in Verbindung mit Ausstellungen. Weiss ist als Kurator und Herausgeber größerer transatlantischer Projekte im Kunst- und Medienbereich in Erscheinung getreten, so beim New-York-Projekt des Juni-Verlages 1991, einer Kunstausstellung amerikanischer Künstler in Deutschland. Er setzt sich für eine internationale Verständigung ein und warnt vor Gefahren, die die Menschheit bedrohen: Seine Skulptur Regarding Non-Proliferation of Nuclear Weapon ist – als offizielles Geschenk der Bundesrepublik Deutschland an die Vereinten Nationen – seit 1996 als permanente Installation im Palast der Nationen (UN) in Genf zu sehen. Dort sind in einer Stelengruppe 42 mit der Hand geschriebene Texte gelagert, unter anderem alle wichtigen internationalen Vertragswerke, die Aspekte der Komplexität des nuklearen Zeitalters bis zum Entstehungsjahr 1995 beinhalten.
Weiss versucht anhand von Installationen und Werkgruppen die unterschiedlichen Gattungen Kunst und Philosophie zusammenfließen zu lassen. Seine Installationen bestehen aus durchsichtigen Glaskonstruktionen, in denen oft Zeichnungen, Schriften und andere Objekte eingefügt sind, und die auch in eigenen Theater-Produktionen eingesetzt werden. Seine Werke sind renommierten Museen zu finden, zum Beispiel im Museum of Modern Art (MoMA) in New York und im Puschkin-Museum Moskau.
Clemens Weiss lebt in New York City.

## Zitat
Das Kunstforum international schreibt über das Werk von Weiss:

- „Weiss will Denkkonzepte anschaulich machen, die praktisch schwer zu realisieren sind. Eindrucksvoll wird vorgeführt, was in unserem Leben alles miteinander verwoben und aufeinander bezogen ist: Banales wie Herausragendes, Kostbares, Deutliches und Diffuses. Er zeigt das mit groben handwerklichen Mitteln und in einer Einfachheit, die von angenehmer Zurückhaltung ist.“[2]

## Ausstellungen (Auswahl)

### Einzelausstellungen
- 2025  Kunstraumno.10, Moenchengladbach/Germany
- 2020  Gartenpavillon im Malkasten Park, Duesseldorf/Germany
- 2019  Kunstraumno.10, Moenchengladbach/Germany
- 2019  Galerie H 1  Hoehr-Grenzhausen/Germany
- 2011 Museum Kunstpalast, Düsseldorf
- 1998 Museum Bochum, Bochum
- 1996 Palast der Nationen, United Nations, Genf (Schweiz)
- 1992 Neuer Aachener Kunstverein, Aachen
- 1989 Josef-Haubrich-Kunsthalle, Köln
- 1989 Art Cologne, Förderkoje Galerie Löhrl, Köln
- 1989 Anderson Gallery, Virginia Commonwealth University, Richmond (USA)

### Gruppenausstellungen
- 2021  Royal Danish Academy, Bornholm Art Museum and Grønbechs Gård
- 2021  Osthaus Museum, Hagen/Germany
- 2013  Owens Gallery, Ontario  (Kanada)
- 2012  Boulder  Museum of Art, Boulder/Colorado  (USA)
- 2011  Redline Milwaukee, (USA)
- 2008  Ronald Feldman Gallery, New York  (USA)
- 2007  Yvonne Lambert Galerie, Paris   (France)
- 2006  Suermondt-Ludwig-Museum, Aachen
- 2005  St. Marien-Kirche, Prenzlau, Intervention-Stadtraum
- 2001 Folkwang Museum, Essen. (Neuerwerbungen)
- 2001 Museum Schloss Morsbroich, Leverkusen. (Darlings)
- 2000 Expo 2000, Hannover. (Post Editionen)
- 1999 Nationalgalerie Berlin, (Das XX. Jahrhundert – 100 Jahre Kunst in Deutschland)
- 1991 Ludwig Forum für Internationale Kunst, Aachen. (Transzendenz/Transparenz)

## Werke (Auswahl)

### Werke in öffentlichen Sammlungen
- University-of-Colorado-Boulder-Museum, Boulder/Colorado  (USA)
- Folkwang-Museum, Essen
- Hamburger Bahnhof, Museum für Gegenwartskunst. Berlin
- Museum of Modern Art (MoMA), New York (USA)
- New York Public Library. The Spencer Collection, New York (USA)
- Puschkin-Museum, Moskau (Russland)
- Palast der Nationen (UN), Genf (Schweiz)
- University of South Florida Art Museum, Tampa (USA)
- Von der Heydt-Museum, Wuppertal
- Wadsworth Atheneum, Hartford (USA)
- Deutsche Bank, Frankfurt

### Bücher
- Clemens Weiss. Zeichnungen – Serien 1990–1997. Seippel. Köln 1997, ISBN 3-9804967-5-9
- Hans Ehrenbaum-Degele / Clemens Weiss: Gedichte / Zeichnungen. Weidle. Bonn 1995, ISBN 3-931135-11-X
- in der stadt und auf dem lande, Kunstverein Region Heinsberg 1995
- Geschichten von der Entwicklung. Eine zu einem Skizzenbuch zusammengefasste Auswahl von 1988 in New York entstandenen Zeichnungen. Juni-Verlag, Mönchengladbach 1991, ISBN 3-926738-16-2
- Zeichnungen und Konzepte zu Installationssegment No. 3. Neuer Aachener Kunstverein, Aachen 1990, ISBN 3-929261-12X
- Albert Vigoleis Thelen / Clemens Weiss: Gedichte / Zeichnungen. Juni-Verlag, Mönchengladbach 1989

### Illustrationen
- Titelbild. Albrecht Joseph: Carl Zuckmayer, Bruno Frank. Porträts. Weidle, Bonn 1993, ISBN 978-3-931135-01-0
- Titelbild. Rudolph S. Joseph: Aus Großer Theaterzeit. Alamo. Aachen 1994, ISBN 978-3931135065
- Design for pre-paid telephone calling card. „Edition of 100“, Amerivox 1994
- Zeichnung. Beyond Freedom. Buch für Olusegun Obasanjo. New York 1996
- Titelbild. Albrecht Joseph: Der Letzte Vorhang. Weidle, Bonn 1996, ISBN 978-3-931135-23-2
- Titelbild. Muschelhaufen Nr. 38. Viersen 1999, ISSN 0085-3593
- Bühnenbild-Entwurf zu Anne Frank’s Diary. Temple Israel, New York 2001

## Interviews und Mediensendungen (Auswahl)
- Enzo Capua: Film Documentation New York Artists. 2001
- Enzo Capua: Studio Interviews: New York Artists Responding to September 11.
- Vera Linß: Interview Rundfunk Berlin. Atelier New York 2001
- Interview Ausstellung Galerie Lutze. Südwestfunk 2000
- Klaus Fleming: G.L.A.S.S. Theater Performance Report. Westdeutscher Rundfunk. September 1996
- Ernst Jürgens: Ateliergespräche „Linie K“. Kulturmagazin Westdeutscher Rundfunk. Februar 1995